# Pico Sem Nome
O  Pico Sem Nome (em francês:  Pic Sans Nom) é um cume com 3 913 m de altitude no Maciço dos Écrins no departamento francês dos Altos-Alpes, na região administrativa francesa de Provença-Alpes-Costa Azul.

## Geografia
Situado no meio do alinhamento do  Monte Pelvoux - Pic Sans Nom - Ailefroide, é considerado como um das mais notáveis "trilogias" do Maciço des Écrins.
Vários desabamentos têm modificado a aspecto deste pico montanhoso como foi o caso em 1860 que lhe fez perder  15 metros de altitude, e o [[tremor de terra de Chamonix, em 1905, que provocou outros desabamento que o abaixaram de mais 9 metros

## Ascensão
- 1877 - Primeira ascensão por J.-B. Colgrove e Richard Pendlebury com Gabriel e Josef Spectenhauser; 10 de Jul.
- 1936 - Aresta Norte par Raymond Leininger com Jean Vernet, Georges Vernet e Jean-Antoine Morin